# Симфония № 4 (Прокофьев)
Симфония № 4, до мажор — симфония Сергея Прокофьева. Написана в 1930 году по заказу Бостонского симфонического оркестра; эта музыка под op. 47 известна как «первая редакция» Четвёртой симфонии. В 1947 году Прокофьев переработал партитуру симфонии; эта музыка, которой Прокофьев присвоил собственный номер (op. 112), известна как «вторая редакция» Четвёртой симфонии. Примерная продолжительность: 23 минуты (первая редакция) и 37 минут (вторая редакция).

## История создания
В процессе создания балета «Блудный сын» в начале 1929 года композитор обнаружил, что многие темы могут выглядеть лучше в симфонической форме, а не балетном варианте. Таким образом, он начал сочинять новую симфонию, наряду с балетом. Две работы создавались из общего материала и имеют ряд общих тем нашедших различное воплощение. Получившаяся симфония № 4 соч. 47 началась из материала, изначально написанного для четвёртого номера балета. Прокофьев расширил материал в сонатную форму и в результате он составил музыку первой части Симфонии № 4 соч. 47. Остальная часть симфонии опирается на материал, который появится в балете или был отклонён Дягилевым, как не подобающий его видению балета.
И. И. Мартынов приводит слова Прокофьева из его «Автобиографии» о том, что не вошедшая в «Блудный сын» музыка отлично подошла «для первой части Четвертой симфонии (вступление я сочинил новое). Материал возвращения сына составил вторую часть, красавицы — третью; финал сложился труднее всего. <…> Над симфонией я работал с перерывами осенью 1929 года и первую половину 1930 года».
И. И. Мартынов обращает внимание как на тесную связь театральной и симфонической музыки Прокофьева, так и на художественную независимость прокофьевских симфоний на концертной эстраде как чисто инструментальных произведений: «И третья и четвертая симфонии живут самостоятельно от оперы и балета, которые во многом определили их идейно-образное содержание».
«В партитуре симфонии <…> явно преобладает спокойное движение и ясность 
эмоционального тонуса. Контрастов в музыке мало, даже в разработочных эпизодах композитор избегает конфликтности, предпочитая сопоставления широких мелодических пластов. Музыкальный язык ясен, почти все темы диатоничны, гармония и оркестровка — прозрачны. На всем лежит печать „смягчения стиля“ и, быть может, академической уравновешенности». 
Согласно И. И. Мартынову,  как четвёртая симфония, так балет «Блудный сын» выделяются своей поэтичностью и мелодической изобильностью, изящностью очертаний, прозрачной манерой письма и той высокой простотой, которая отличает многие из позднейших произведений Прокофьева. 
К созданию следующей пятой симфонии композитор приступил лишь четырнадцать лет спустя.

## Структура
В обеих версиях симфония состоит из 4-х частей:
1. Andante — Allegro eroico
2. Andante tranquillo
3. Moderato, quasi allegretto
4. Allegro risoluto

## Премьера и вторая редакция
Впервые исполнена в Париже 14 ноября 1930 года Бостонским симфоническим оркестром под управлением Сергея Кусевицкого к 50-летнему юбилею этого оркестра. В «Автобиографии» Прокофьев писал о первом исполнении четвёртой симфонии в Бостоне 14 ноября 1930 года: «Симфония успеха не имела, но я люблю её за отсутствие шума и большое количество материала».
В 1947 году создавая свою шестую симфонию, Прокофьев переработал партитуру четвёртой, добился большей прозрачности звучания и отказался от излишних подробностей, обозначив эту вторую её редакцию в списке своих сочинений как ор. 112. Композитор не услышал живого звучания второй редакции в концертном исполнении, так как впервые она была представлена лишь в 1957 году под управлением Геннадия Рождественского.

## Аудиозаписи (выборка)
- 1954 — Orchestre Colonne // Georges Sébastian
- 1958 — 
Государственный академический симфонический оркестр СССР // Геннадий Рождественский (Мелодия Д—04592-3)[5]
- 1967 — Большой симфонический оркестр Всесоюзного радио // Г. Рождественский (Мелодия Д 020155-6)
- 1971 — Национальный оркестр Французского радио и телевидения // Жан Мартинон (2-я редакция; Turnabout)
- 1977 — Лондонский филармонический оркестр // Уолтер Веллер (2-я редакция; Decca)
- 1985 — Шотландский национальный оркестр // Неэме Ярви (обе редакции; Chandos)
- 1986 — Академический симфонический оркестр Московской государственной филармонии // Дмитрий Китаенко (Мелодия)
- 1986 — Национальный оркестр Франции // Мстислав Ростропович (1-я редакция; Erato)
- 1987 — Национальный оркестр Франции // Мстислав Ростропович (2-я редакция; Erato)
- 1992 — Берлинский филармонический оркестр // Сейдзи Одзава (2-я редакция; DG)
- 2004 — Лондонский симфонический оркестр // Валерий Гергиев (обе редакции; Decca)
- 2015 —  Gürzenich-Orchester Köln // Дмитрий Китаенко (обе редакции; Capriccio)